# Alluce

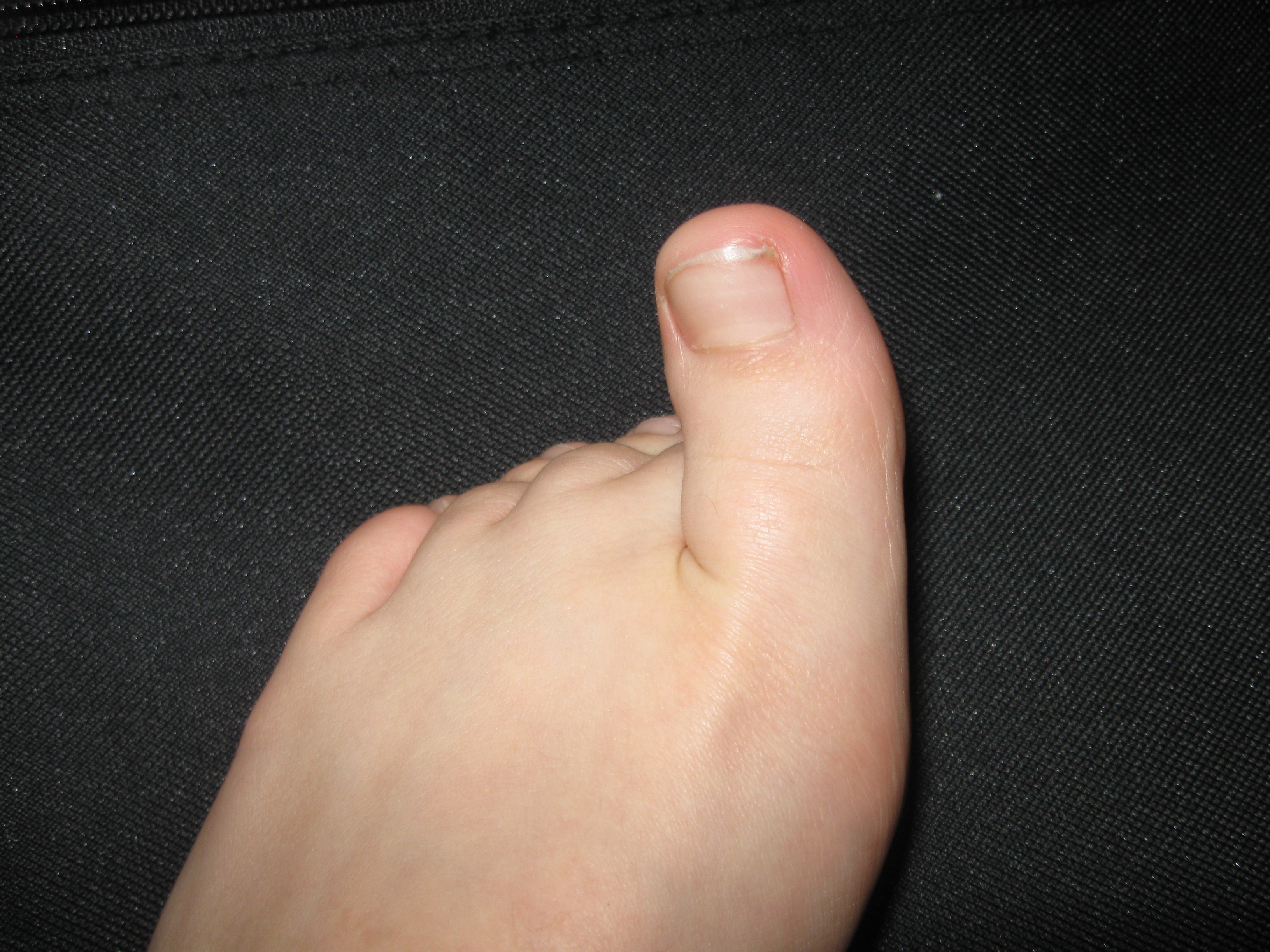
un alluce

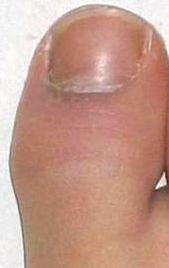
alluce

L'àlluce (anatomicamente definito primo dito del piede, ma chiamato colloquialmente anche ditone o pollicione) è il primo dito del piede: omologo del pollice della mano e come esso costituito da due sole falangi.

## Articolazione
L'articolazione tra le sue due falangi è un condilo, cioè le parti ossee sono ellissoidali; una delle due parti è concava, mentre l'altra è convessa. Tra queste due epifisi ossee, ricoperte di cartilagine, come tutte le articolazioni mobili, è interposto un dischetto fibroso, chiamato menisco.
L'alluce, per mezzo dell'articolazione posseduta, può estendere e flettere le falangi; lo spostamento laterale è molto limitato. Come le altre condilartrosi, può "scricchiolare" e può infiammarsi il menisco.
La falange prossimale s'articola con il primo osso metatarsale, è anch'essa ellissoidale, ma permette all'alluce l'adduzione, l'abduzione, la circonduzione, la flessione e l'estensione sul metatarso. Quest'articolazione è rinforzata con dei legami fibrosi longitudinali e trasversali che, rispettivamente, vanno ad attraversare la volta plantare e s'estendono dal primo al quinto metatarsale, foderando e proteggendo integralmente l'articolazione.

## Muscolatura
Nell'alluce non sono presenti direttamente dei muscoli, se non quelli piliferi e sull'epifisi prossimale della prima falange; il suo movimento è dovuto ai tendini di alcuni muscoli che stanno nella regione metatarsale e tarsale o addirittura nella gamba. Sono:
1. Flessore breve dell'alluce: dal lato inferiore del cuboide e dal lato mediale del 3° cuneiforme, le fibre si portano sulla prima falange e si uniscono all'abduttore dell'alluce. Questo muscolo ha il compito di flettere l'alluce.
2. Abduttore dell'alluce: dal calcagno si porta alla base della prima falange. La sua contrazione, principalmente, abduce l'alluce, ma può anche generare una flessione.
3. Adduttore dell'alluce: presenta due capi d'origine, distanti da loro, che lo "dividono" in due fasci muscolari:
  -     - Capo trasverso dell'adduttore dell'alluce: dall'articolazione metatarso-falange delle ultime tre dita, si porta sulla prima falange dell'alluce. Se si contrae adduce l'alluce, ma può anche generare una piccola flessione.
    - Capo obliquo dell'adduttore dell'alluce: dalla parte inferiore del cuboide e dalla base di 3° e 4° metatarsale, si porta alla base della prima falange dell'alluce. La contrazione di questo muscolo provoca un'adduzione minore rispetto all'altro capo, ma una flessione maggiore.

Inoltre, ci sono due tendini che portano all'alluce il movimento generato da due muscoli della gamba:
1. Tendine del flessore lungo dell'alluce: dal piano profondo della gamba, a livello della parte posteriore del perone (chiamato anche fibula), questo tendine, passando dietro al malleolo e sotto gli altri muscoli del piede, giunnge all'articolazione interfalange, portando movimento all'alluce. È un flessore della seconda falange sulla prima.
2. Tendine dell'estensore lungo dell'alluce: dalla fibula e dalla membrana interossea, passando sotto gli estensori, giunge alla prima ed alla seconda falange dell'alluce. È un estensore dell'alluce sul piede o estensore della seconda falange sulla prima. Però la sua azione può coadiuvare la rotazione interna e la flessione del piede.

## Vascolarizzazione
L'alluce è vascolarizzato da 2 rami arteriosi e 2 rami venosi sul dorso ed altrettanti sulla pianta; più i vari capillari di scambio.

### Sistema arterioso
Tutte le arterie derivano da ramificazioni successive d'una sola arteria: l'arteria tibiale.

#### Pianta
Dall'arteria plantare mediale (un ramo dell'arteria tibiale posteriore), si diparte un ramo che, arrivato a metà del primo osso metatarsale si biforca; uno va ad irrorare un lato dell'alluce, mentre l'altro ramo scorre dall'altro lato dell'alluce. A livello della base della prima falange, i due rami si uniscono. Inoltre, il ramo destro s'unisce con un ramo dell'arteria plantare laterale. Le due arterie laterali s'insinuano, con arteriole e capillari all'interno dei tessuti.

#### Dorso
Dall'arteria dorsale del piede, che proviene dall'arteria tibiale anteriore, partono (oltre alle piccole arteriole che irroraro il tarso) due ramificazioni. Quella di destra, poi, si biforca nuovamente: un ramo irrora la parte destra e l'altro la parte sinistra. Da queste due, le arterie s'insinuano, con arteriole e capillari, nei vari tessuti.

### Sistema venoso
Nell'alluce il sistema venoso è praticamente parallelo a quello arterioso, le uniche differenze sono che le vene sono più numerose delle arterie e che il sistema venoso profondo affianca quello arterioso profondo, mentre il sistema venoso superficiale sovrasta quello arterioso superficiale.

## Innervazione
Gli ordini di contrazione muscolare derivano dalle successive modificazione di 3 nervi: il nervo tibiale, il nervo fibulare profondo ed il nervo fibulare superficiale.

### Dorso
Nel dorso dell'alluce, il nervo che scorre nella parte laterale deriva dalla ramificazione laterale della ramificazione mediale (nervo cutaneo dorsale mediale) del nervo fibulare superficiale; mentre quello che scorre nella sua parte mediale deriva dalla ramificazione laterale del nervo fibulare profondo. I nervi dell'alluce, così come quelli delle altre dita, vengono genericamente chiamati nervi digitali dorsali del piede.

### Pianta
Le ramificazioni che entrano nell'alluce sono derivate dal ramo mediale (chiamato nervo plantare mediale) del nervo tibiale. Questi nervi (nervi digitali plantari propri) scorrono nella parte mediale e laterale dell'alluce e s'infiltrano nei tessuti con piccolissime ramificazioni.

## Patologie

### Alluce valgo

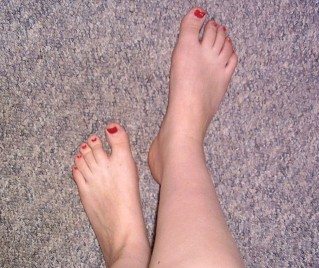
Alluce normale

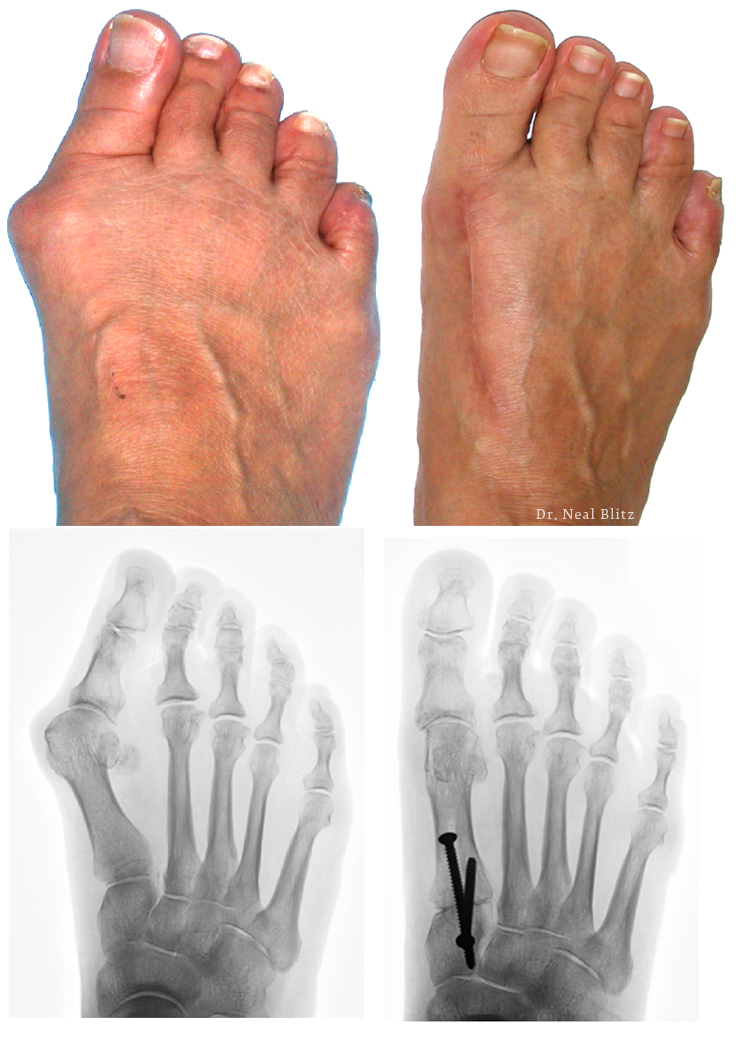
Alluce valgo e corretto chirurgicamente

Una delle patologie più comuni è l'alluce valgo.
La causa primaria dell’alluce valgo è costituzionale, legata a una mancanza di compensazione tra le differenti forze agenti sull’articolazione. Questo rende la condizione in gran parte ereditaria.
In alcuni casi meno severi si può anche identificare una causa esogena.
La sempre maggiore diffusione di calzature che non rispettano la naturale conformazione del piede ha portato ad una maggiore incidenza di deformazioni del primo e quinto dito del piede. Spinto verso l'interno, l'alluce tende a disallinearsi in modo permanente, e in molti casi ad accavallarsi con il secondo dito.

### Hallux rigidus
L'Hallux rigidus (o alluce rigido) è una limitazione del movimento dell'alluce del piede.

### Correzioni
Alcune patologie dell'alluce vengono corrette attraverso l'ortoplastia, che adopera materiali a memoria di forma opportunamente lavorati per correggere le deformazioni delle dita e delle unghie.